# 聖洛倫佐 (塔里哈省)

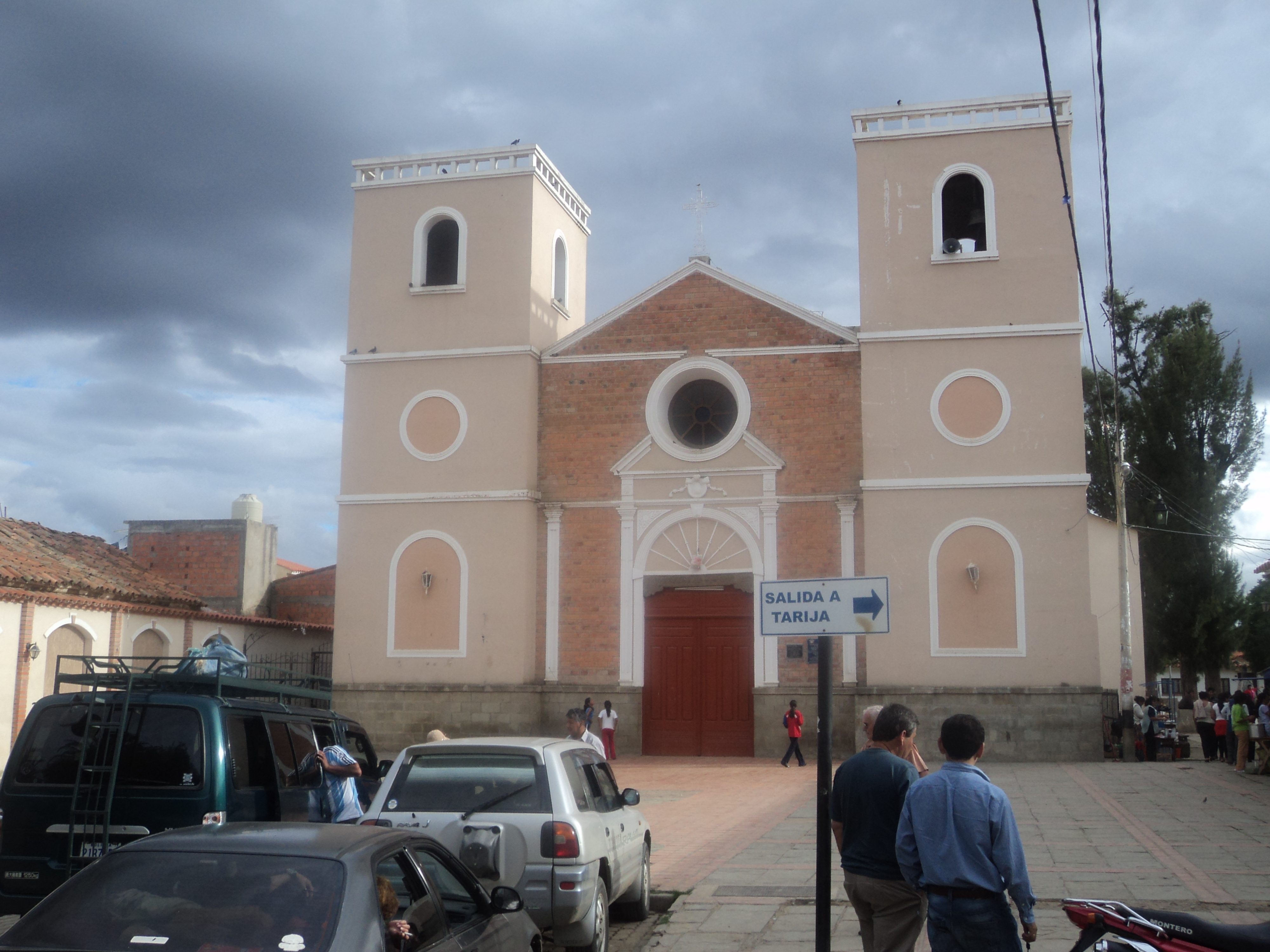

聖洛倫佐是玻利維亞的城鎮，位於該國南部，由塔里哈省負責管轄，距離首府塔里哈15公里，海拔高度2,002米，每年平均降雨量約550毫米，2010年人口3,458。

## 外部連結
- Map of Province